# Klaus-Peter Hildenbrand
Klaus-Peter Hildenbrand, född den 11 september 1952 i Dörrebach, Tyskland, är en västtysk friidrottare inom medeldistanslöpning.
Han tog OS-brons på 5 000 meter vid friidrottstävlingarna 1976 i Montréal.